# Средняя лобная извилина
Средняя лобная извилина (лат. Gyrus frontalis medius; англ. Middle frontal gyrus, MFG) находится в префронтальной коре и покрывает около одной трети лобной доли головного мозга. Располагается между верхней и нижней лобными бороздами и делится на верхнюю и нижнюю части средней лобной бороздой.
Состоит из ростральной (передней, средней и задней) и каудальной части.

## Функции
В зоне правой средней лобной извилины происходит «переключение» нейросетей «целевой активности» (англ. Task-positive network, англ. dorsal attention network) и «ненаправленной активности» (англ. Task-negative network, англ. ventral attention network), участвующих в работе сети пассивного режима работы мозга (англ. Default mode network). Правая средняя лобная извилина играет важную роль в переориентации контроля над вниманием посредством «переключения» между восходящим влиянием (англ. bottom-up influence), при котором сенсорные стимулы распространяются от структур низкого уровня (сенсорные образования ствола мозга и ретикулярная формация) вверх (на кору больших полушарий), и нисходящим влиянием (англ. top-down influence), при котором высшие области (префронтальная и другие области коры больших полушарий) запускают процесс, распространяющийся на мозговые структуры более низкого уровня.
После удаления правой средней лобной извилины (включая части дорсолатеральной префронтальной коры, dlPFC; поля Бродмана 9 и 46) — зон, ответственных за внимание и рабочую память — оставшаяся левая средняя лобная извилина и гомологичные удалённым структуры коры левого полушария демонстрировали повышенное количество связей с участками в теменной доле. Увеличение количества связей между левой средней лобной извилиной и правой верхней теменной долькой рассматривается в качестве компенсаторного механизма для снижения влияния отсутствующей мозговой ткани на функционирование внимания и рабочей памяти. Правая орбитофронтальная кора, отвечающая за принятие решений и контроль импульсивного поведения, также имеет связи со средней лобной извилиной, и при повреждении или удалении последней в правом полушарии мозга наблюдается рост связей левой средней лобной извилины с правой орбитофронтальной корой. Вследствие этого, в отсутствие средней лобной извилины в правом полушарии (вследствие роста опухоли или после хирургического удаления), левая средняя лобная извилина и окружающие её зоны в левом полушарии компенсируют функции правой путём увеличения нейронных связей с другими центрами мозга, отвечающими за внимание к окружающей визуальной обстановке, принятие решений и контроль импульсивного поведения.
Установлено, что объём правой средней лобной извилины коррелирует с работой эпизодической памяти: при его снижении с возрастом в процессе естественного старения ухудшается вспоминание контекста.
Исследование  2017 года показало, что навыки чтения, письма и арифметики связаны с зонами в средних лобных извилинах, причём левая средняя лобная извилина ассоциируется с чтением и письмом, а правая — с арифметическими навыками. При исследовании больного эпилепсией методом электрокортикографии было установлено, что левая средняя лобная извилина активизируется при «производстве слов» (англ. word production) и может являться «временным перцептивным хранилищем информации», поддерживая иерархическую систему обратной связи при производстве речи.
У больных шизофренией наблюдается снижение объёма серого вещества в средней ростральной части средней лобной извилины по сравнению с контрольной группой здоровых людей, причём различий в других частях средней лобной извилины обнаружено не было.
Бо́льшая плотность коры ростральной части средней лобной извилины коррелирует с депрессивным синдромом и субъективным восприятием стресса, причём все эти факторы являются наследственными.
Исследование двуязычных больных с опухолями в левом полушарии показало, что средняя лобная извилина активизируется при «переключении» разговора с одного языка на другой. Предполагается, что в районе средней лобной извилины существует специфическая «неязыковая» зона когнитивного контроля, которая обеспечивает эффективную коммуникацию наряду с «классической» языковой зоной, расположенной в нижней лобной извилине.

## Дополнительные изображения

Позиция средней лобной извилины
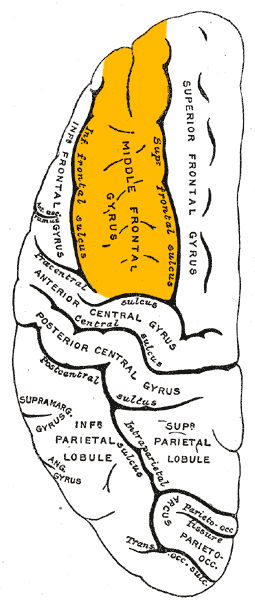
Левое полушарие (вид сверху)
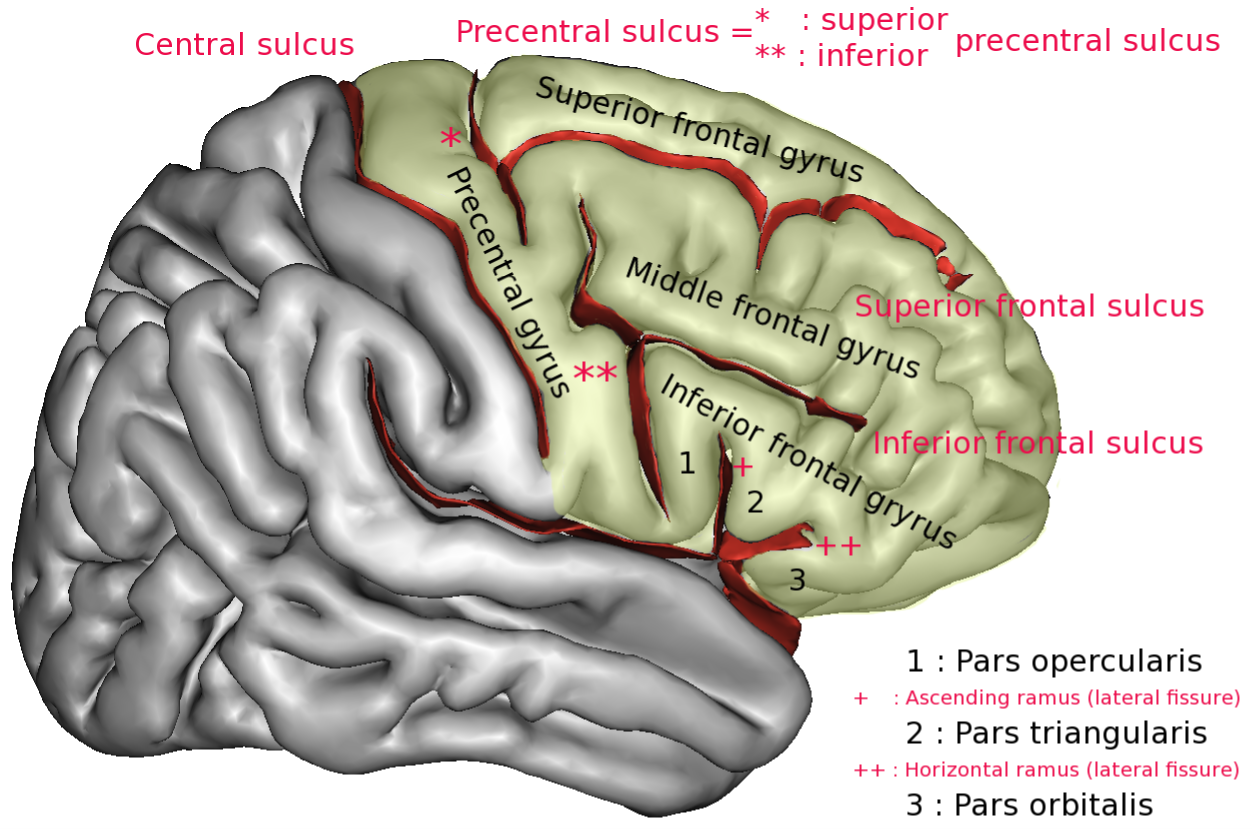
Лобная доля, борозды и извилины
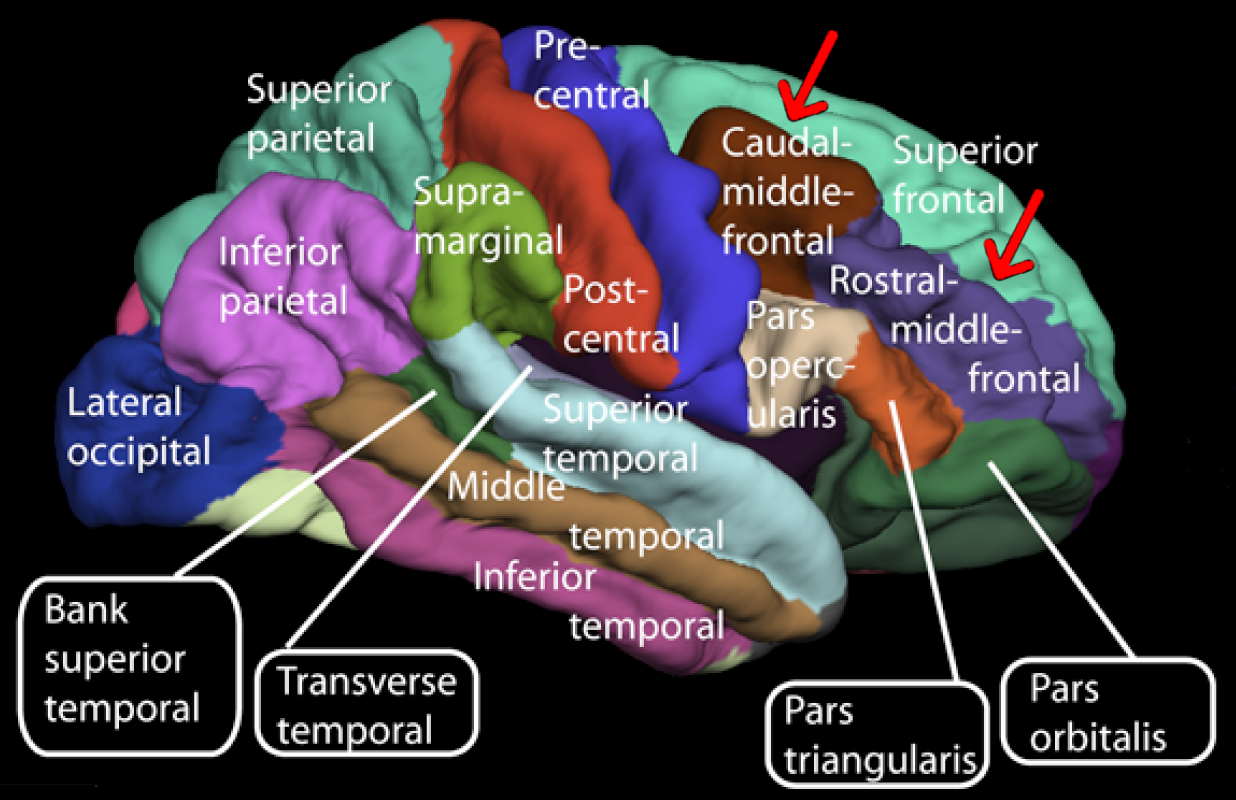
Латеральная поверхность правого полушария, средняя лобная извилина отмечена красными стрелками
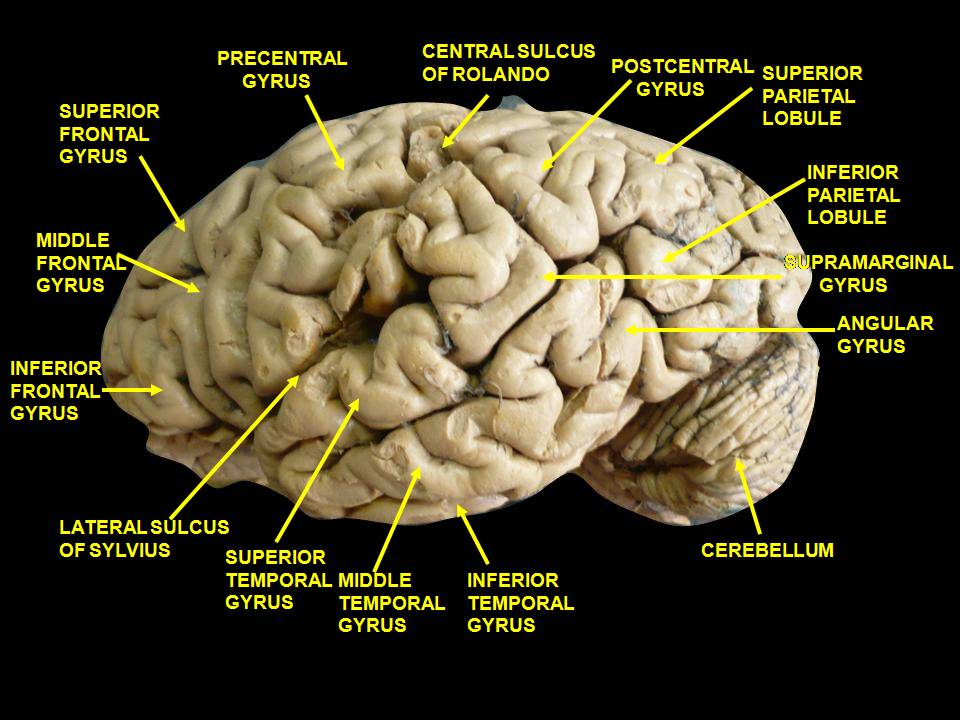
Головной мозг, вид сбоку
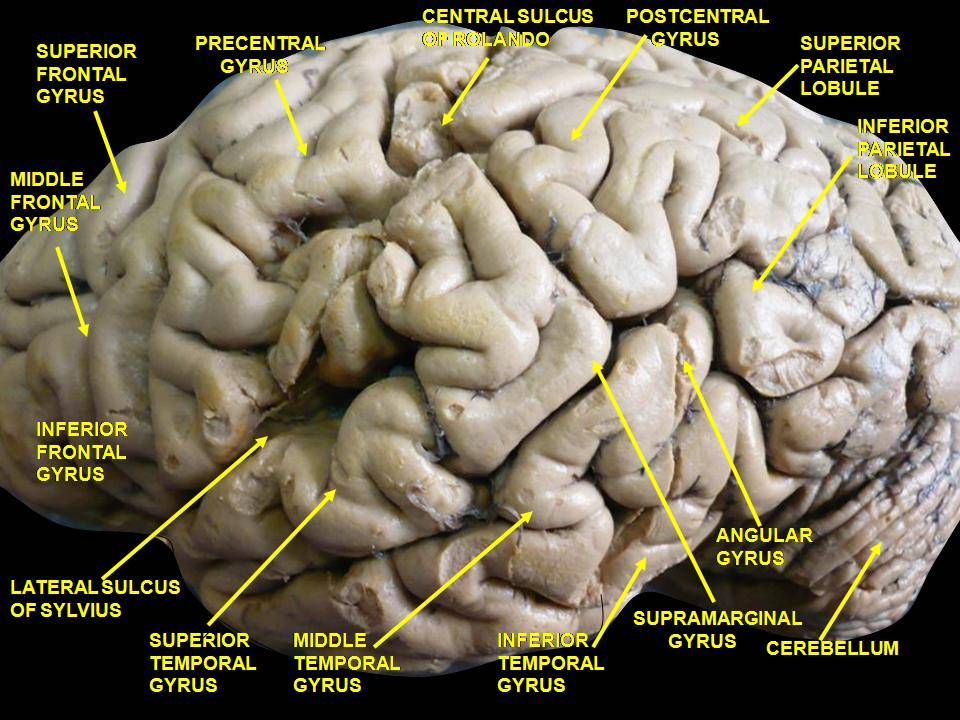
Головной мозг, вид сбоку
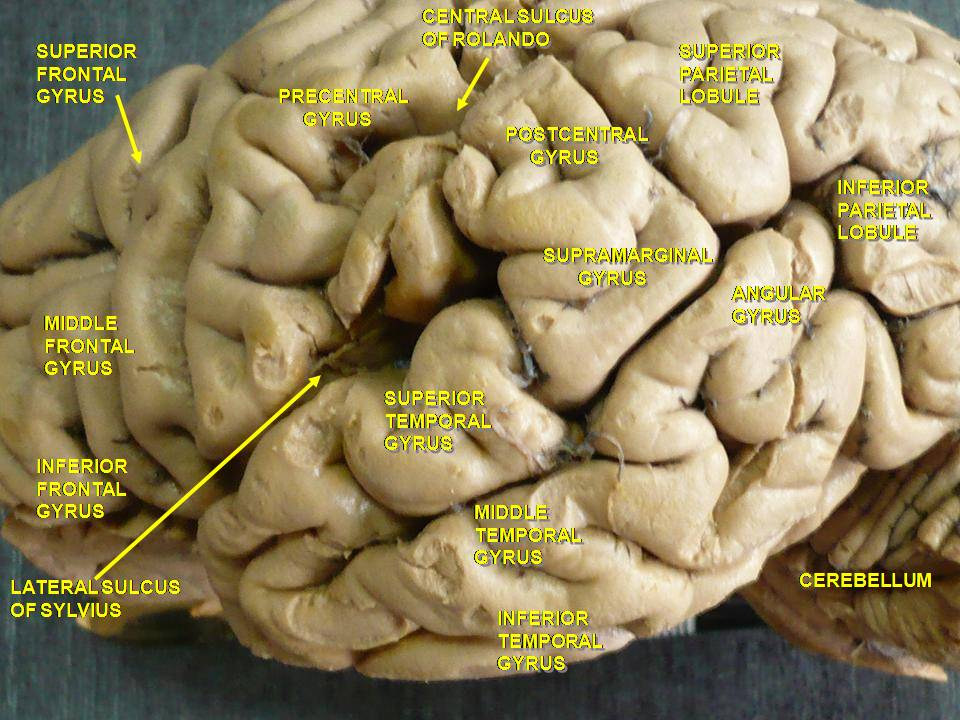
Головной мозг, вид сбоку